# 페스코펜나타로
페스코펜나타로(이탈리아어: Pescopennataro)는 이탈리아 몰리세주 이세르니아도의 코무네다. 캄포바소로부터 북서쪽 45 km 이세르니아 북쪽 30 km 거리에 있다.